# 1405 Sibelius
1405 Sibelius este un asteroid din centura principală, descoperit pe 12 septembrie 1936, de Yrjö Väisälä.